# Бондарев, Сергей Сергеевич
Серге́й Серге́евич Бо́ндарев (1973—2001) — российский сотрудник органов внутренних дел, капитан милиции, Герой Российской Федерации (2002).

## Биография
Сергей Бондарев родился 17 февраля 1973 года в посёлке Серышево (ныне — Амурская область). Русский. Окончил восемь классов школы, профессионально-техническое училище и Благовещенский государственный педагогический институт. В июле 1995 года Бондарев поступил на службу в органы МВД РФ, служил в СОБР УБОП при УВД Амурской области. С ноября 1999 года три раза выезжал в командировки в Чечню, где получил специальность сапёра.
Неоднократно отличался в боях второй чеченской войны. Так, в 2000 году в Гудермесе Бондарев обезвредил взрывные устройства, которыми был заминирован подпольный радиоцентр сепаратистов, благодаря чему к российским спецслужбам попала важная информация. В одном из боёв в Шалинском районе он вместе с товарищами вступил в бой с группой из тридцати боевиков и заставил их отступить. В другом бою он вынес из-под огня противника в укрытие двух получивших тяжёлые ранения товарищей. 29 июня 2001 года, двигаясь впереди разведгруппы, Бондарев обнаружил замаскированный радиоуправляемый фугас. Понимая, что сидящий в засаде подрывник ждёт пока подойдёт вся группа, Бондарев крикнул подходившим товарищам, чтобы они залегли, и бросился на фугас. В результате произошедшего взрыва Бондарев погиб, но все его товарищи остались в живых. Похоронен на кладбище села Добрянка Серышевского района.
Указом Президента Российской Федерации № 122 от 31 января 2002 года за «мужество и героизм, проявленные в ходе контртеррористической операции в Северо-Кавказском регионе» капитан милиции Сергей Бондарев посмертно был удостоен высокого звания Героя Российской Федерации. Был также награждён медалью «За отвагу».
Памятник Бондареву установлен у здания УВД Амурской области в Благовещенске. Также в честь его названа школа МАОУ СОШ № 1 посёлка Серышево.